# Victor Saúde Maria
Victor Saúde Maria (1939 - 25 de outubro de 1999) foi um político da Guiné-Bissau que atuou como o primeiro ministro das Relações Exteriores do país (1974-1982) e depois passou a ser primeiro-ministro de 14 de maio de 1982 a 10 de março de 1984, quando fugiu para Portugal após uma disputa de poder com o presidente João Bernardo Vieira.
Maria retornou do exílio no final de 1990 e estabeleceu o Partido Unido Social Democrático (PUSD) em 1992. Concorreu ao cargo de presidente em 1994, ficando em sétimo lugar e recebendo 2,07% dos votos.  Liderou o PUSD até seu assassinato em 1999.